# Muscogee County
Muscogee County är ett administrativt område i delstaten Georgia, USA, med 189 885 invånare. Den administrativa huvudorten (county seat) är Columbus. 

## Geografi
Enligt United States Census Bureau så har countyt en total area på 572 km². 560 km² av den arean är land och 12 km² är vatten.

### Angränsande countyn
- Harris County - nord
- Talbot County - nordost
- Chattahoochee County - syd
- Russell County, Alabama - sydväst
- Lee County, Alabama - väst